# Rigmo
Rigmo è un personaggio dell'Iliade, menzionato nel ventesimo libro.

## Il mito

### Le origini
Rigmo era un giovane condottiero trace, bellissimo d'aspetto, figlio di Piroo (o Pireo), nobile proveniente da Eno. I due accorsero in difesa dei troiani di Priamo alla testa di un grande contingente. Piroo trovò la morte in battaglia per mano di Toante, come è detto nel quarto libro dell'Iliade.

### La morte
Valoroso come suo padre, Rigmo non gli sopravvisse a lungo. Venne infatti ucciso pochi giorni dopo in combattimento dall'eroe greco Achille che voleva vendicare la morte del suo intimo amico Patroclo caduto per mano dell'eroe troiano Ettore. Assalito da Achille, Rigmo, che si trovava a combattere sul suo carro insieme al suo scudiero e auriga Areitoo, avrebbe potuto fuggire mettendosi in salvo, ma intrepido com'era volle tentare il confronto. Il giovane fu colpito in pieno dall'asta dell'acheo, in mezzo al ventre, e fatto precipitare dal cocchio. Areitoo spronò i cavalli per fuggire col carro ma venne raggiunto alla schiena con la lancia: cadde anch'egli giù dal cocchio, e i destrieri scapparono via a zampe levate, essendosi imbizzarriti per la morte dei due eroi uccisi dal figlio di Peleo. 
Tracii campi venuto, e di Piréo

Generoso figliuol. Lo colse al ventre

Il tessalico telo, e giù dal cocchio

Lo scosse. Allor diè volta ai corridori

L’auriga Arëitóo; ma del Pelíde

L’asta il giunge alle spalle, e capovolto

Tra i turbati cavalli lo precipita.»
(Omero, Iliade, XX, vv. 484-89, traduzione di Vincenzo Monti)
Non contento, Achille fece passare il proprio carro sui cadaveri di Rigmo e Areitoo (come aveva già fatto con un'altra sua vittima, Ifitione); il sangue schizzò dappertutto.

## Omaggi
- All'eroe trace è dedicato l'asteroide 5907 Rhigmus.